# Чарльз-Маунд
Чарльз-Маунд (англ. Charles Mound) — пологий пагорб на півночі округу Джо-Дейвісс штату Іллінойс, США. Розташований біля села Скейлз-Маунд у 18 км на південний схід від Галени. Є найвищою природною точкою штату з абсолютною висотою 376 м. Відносна висота становить 29 м.

## Географія
Чарльз-Маунд є найвищою природною точкою Іллінойсу. Вериша пагорба знаходиться в 400 м від межі зі штатом Вісконсин. Пагорб розташований у зоні Driftless Area — регіоні, який не був покритий останніми континентальними льодовиками. Сам пагорб є ерозійним залишком.

## Доступність
Чарльз-Маунд розташований на горбистій аграрній місцевості. Власники землі, Джим та Вейн Вюббельс, дозволяють охочим зайти на вершину тільки у перші вихідні дні червня, липня, серпня та вересня.